# Bora (szertartás)

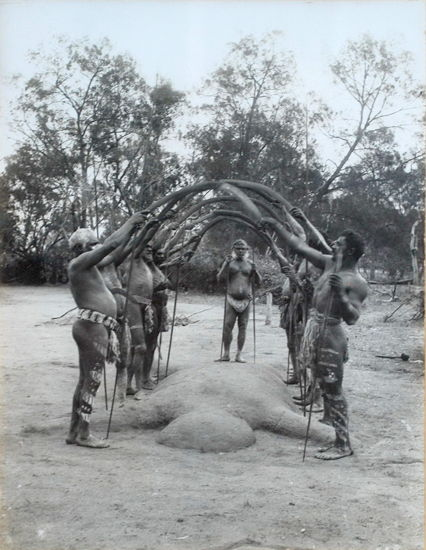
Bora-szertartásról készült fénykép, 1898

A bora az ausztrál őslakók beavatási szertartásának a megnevezése  Ausztrália keleti részén. A bora szó egyúttal a beavatási szertartás helyére is utal. Ezek azok a helyek, ahol a fiúk a pubertás elérését követően férfivá válnak. A beavatási szertartás az egyes ausztrál őslakos népeknél kultúránként eltérő, viszont testi, fizikai szinten gyakorta kiterjed a hegtetoválásra, a körülmetélésre, a szubincízióra (a hímvessző alsó felületén bevágás kialakítására és ezzel a húgycső megnyitására), illetve egyes régiókban a fogak eltávolítására. A rítusok során a beavatandó fiatalok megismerték a hagyományos szent énekeket, az adott törzsre jellemző, titkos vallási elképzeléseket, valamint táncokat és mondákat. Egy-egy beavatási szertartáson több bővebb család is összegyűlhetett, ugyanakkor a szertartások színhelyeként szolgáló területen, azaz a borán nők és gyermekek nem tartózkodhattak.

## Terminológia
A bora szó eredetileg az Új-Dél-Wales északi, valamint Queensland déli részén élő, őslakos gamilaraay vagy kamilaroi nép által beszélt gamilaraay nyelvből származik. Később Ausztrália keleti részén széles körben átvették a beavatási rituálék helyszíneinek és az azokhoz kapcsolódó szertartásoknak a leírására. Ugyanakkor Ausztrália-szerte számos más kifejezés is létezik az ilyen szertartási helyeken végzett, hasonló beavatási rítusok jelölésére, például a burbung (wiradjuri nyelven) és a kuringal (yuin nyelven). A konkrét bora szó feltehetőleg a beavatáson részt vevők által viselt, speciális övre utal.

## A beavatás színhelye és mitológiai vonatkozások

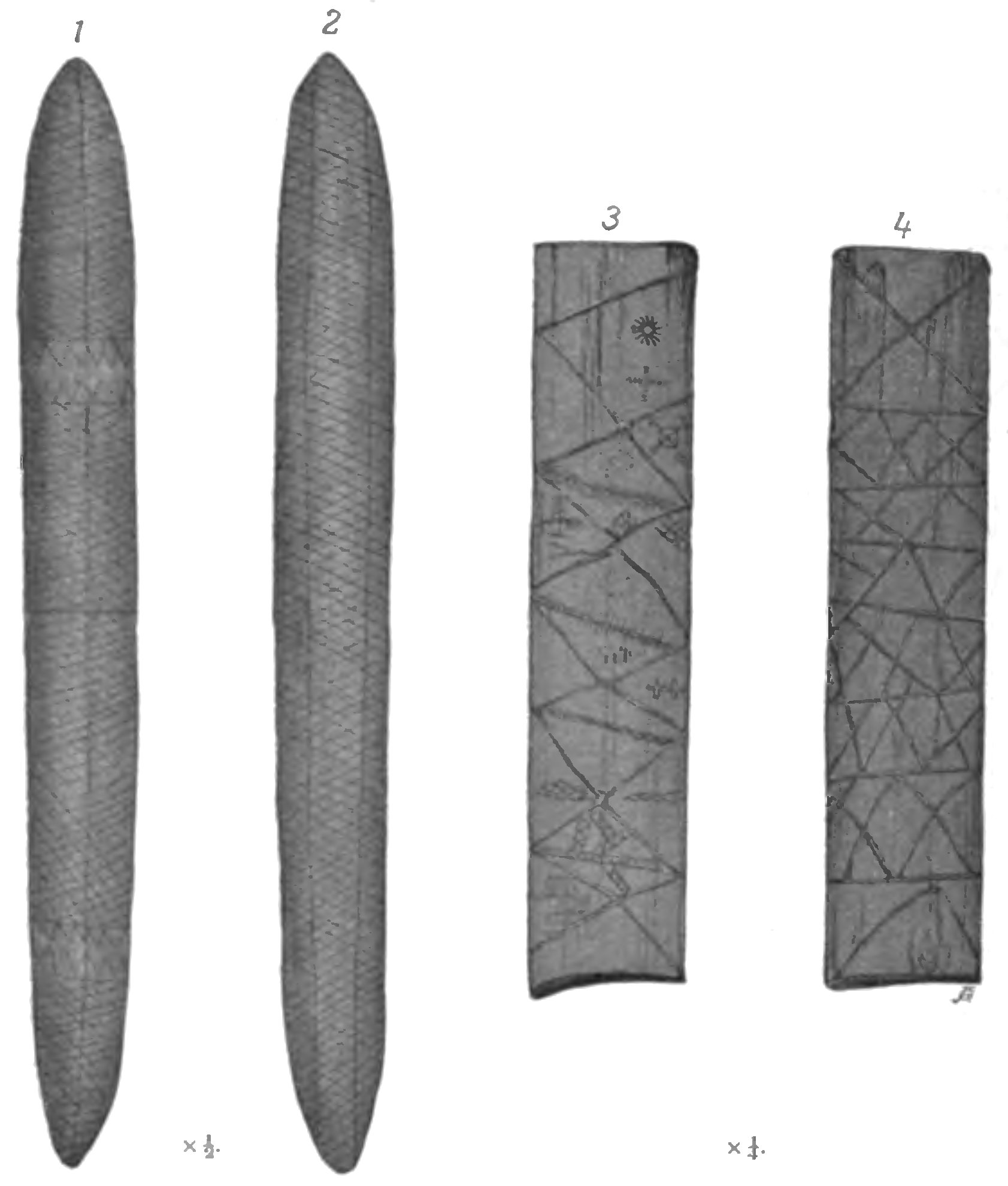
Üzenőbotok – ezekkel küldtek értesítést, illetve hívtak meg más törzseket nagyobb gyűlésekre, közös ünnepekre vagy bora szertartásokra.

A bora létrejöttét gyakran a teremtő szellemmel, Baiaméval hozzák összefüggésbe., és bár a beavatási helyek megjelenése kultúránként változó, jellemző elemei közé tartoznak a meghatározott alakzatokban elrendezett kövek, sziklarajzok vagy más ausztrál őslakos művészeti alkotások. A délkelet-ausztráliai beavatási szertartásokhoz két, eltérő nagyságú kört – például egy nagyobb, 20–30 méter átmérőjű kört, valamint egy kisebb, 10–15 méter átmérőjű gyűrűt – alakítottak ki közöttük ösvénnyel, amely egyes feltételezések szerint a Tejútra utal. A nagyobb területtel szemben, ahol bárki tartózkodhatott,  a kisebb kör szakrális térnek számított, oda csak a szertartást vezető idősebb, valamint a beavatáson áteső fiatal férfiak léphettek be. A beavatáson áteső fiúknak végig kellett haladniuk a kövekkel vagy szellemeknek a sziklába vésett lábnyomaival (mundowa) jelzett ösvényen, ami a gyermekkorból a férfikorba való átmenetet jelképezte .

## Fordítás
Ez a szócikk részben vagy egészben  a   Bora (Australian) című angol Wikipédia-szócikk ezen változatának fordításán alapul.  Az eredeti cikk szerkesztőit annak laptörténete sorolja fel. Ez a jelzés csupán a megfogalmazás eredetét és a szerzői jogokat jelzi, nem szolgál a cikkben szereplő információk forrásmegjelöléseként.